# Lidská rodina

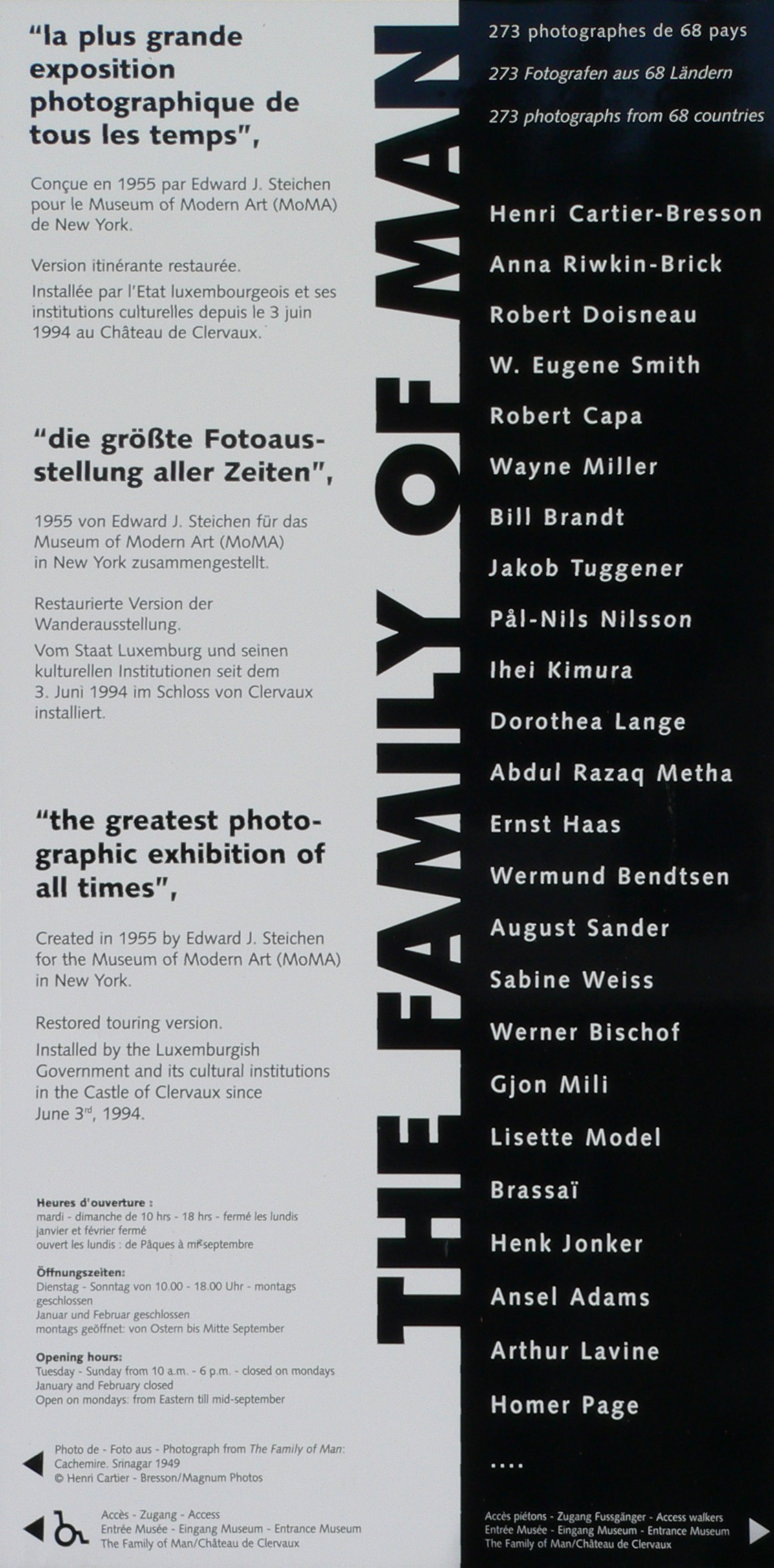
Plakát na výstavu se jmény vystavujících

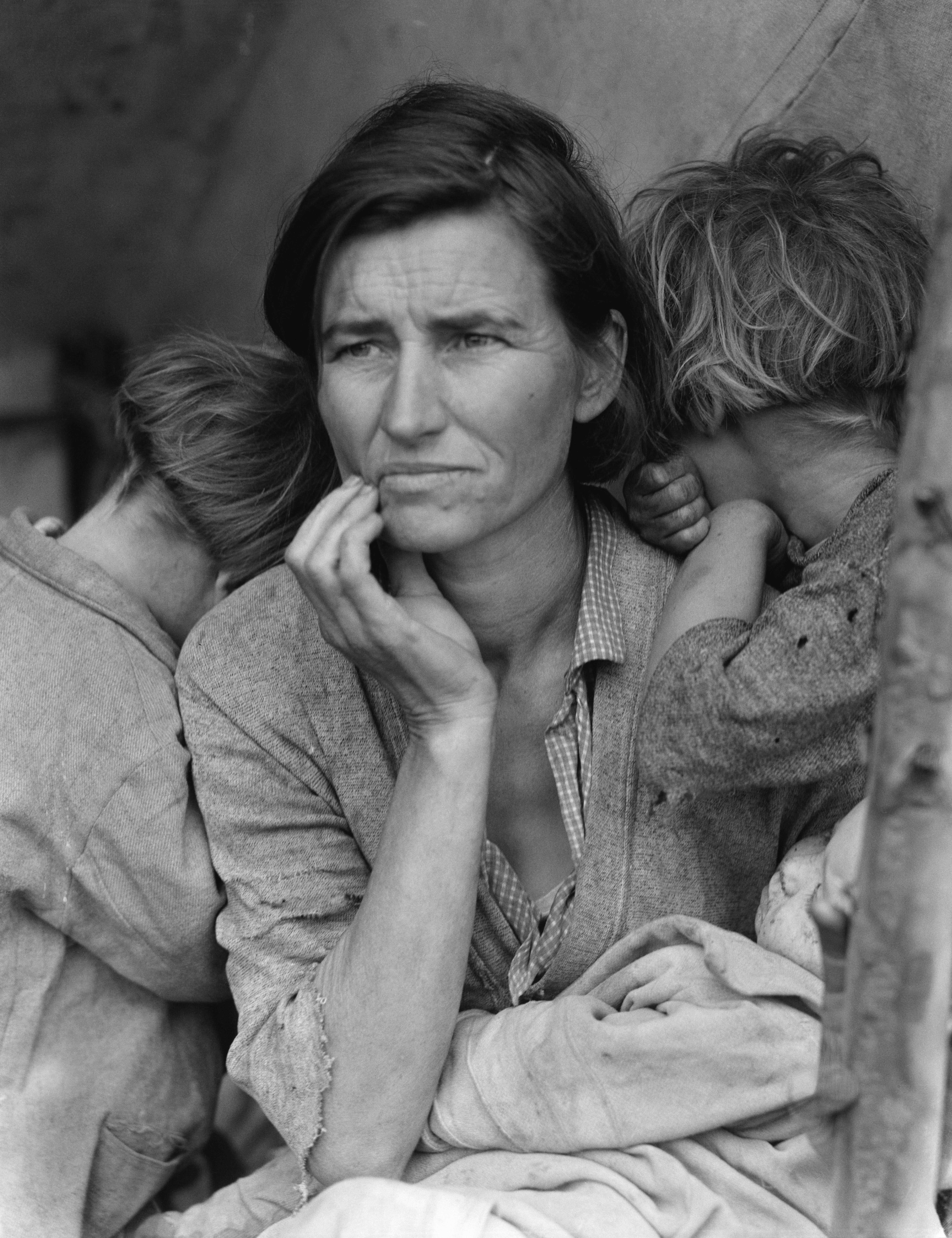
Dorothea Langeová: Kočující matka (1936)

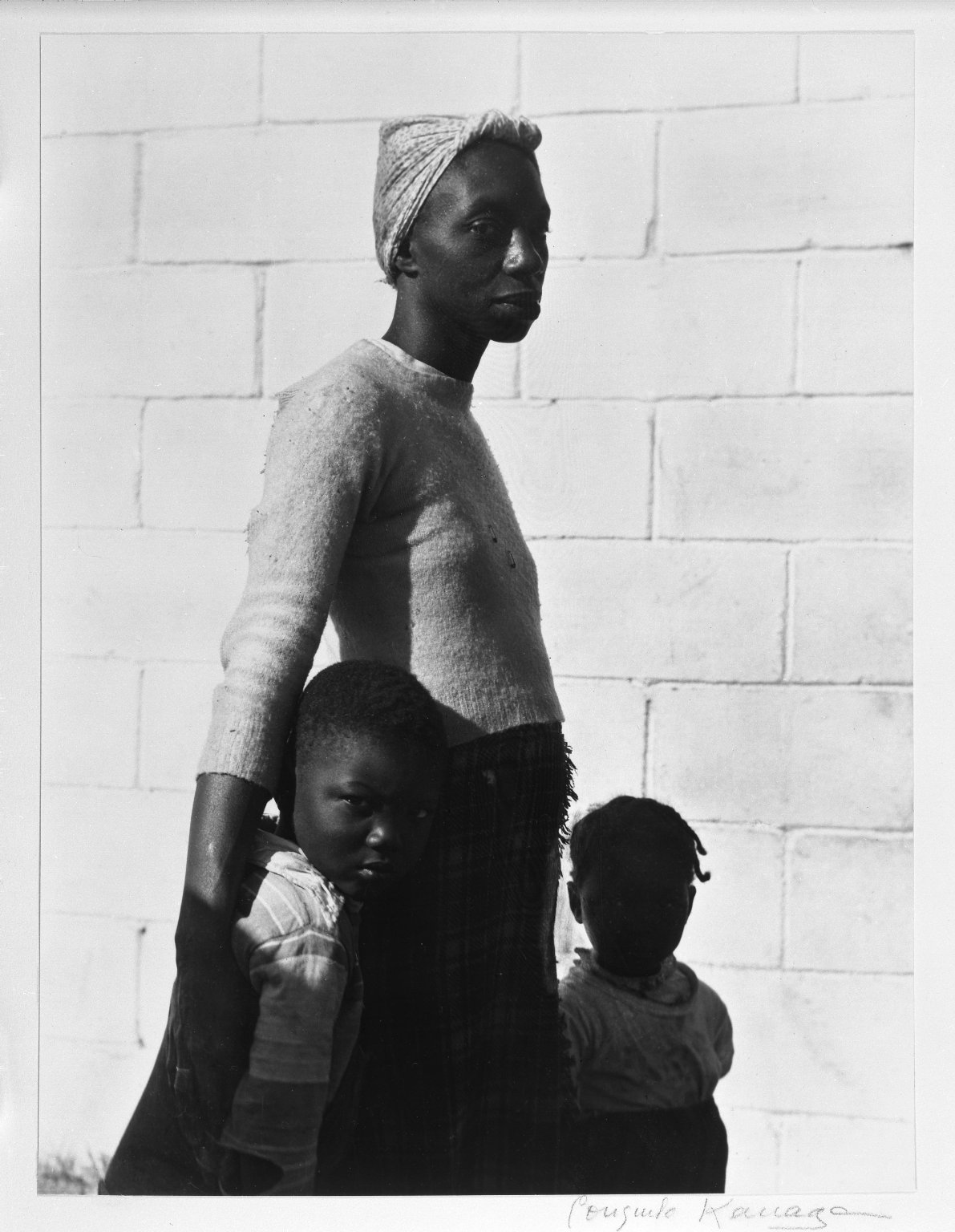
Consuelo Kanaga: She Is a Tree of Life to Them (Matka s dětmi), 1950, Brooklyn Museum, součást výstavy Lidská rodina

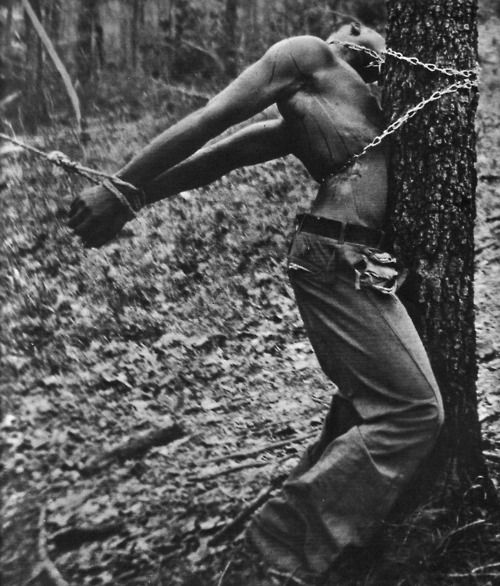
Robert McDaniels během mučení, 1937

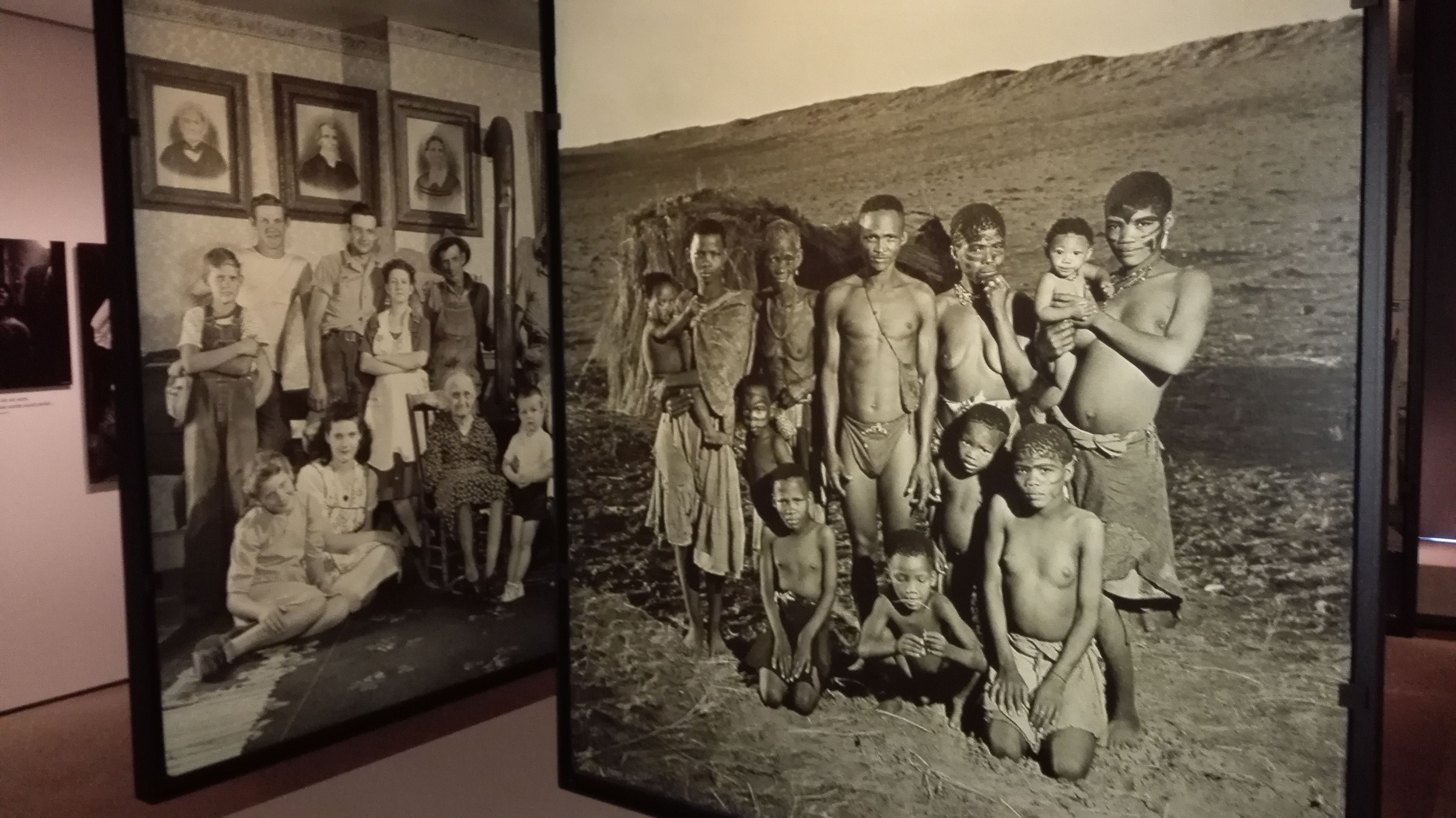
Stálá instalace výstavy na zámku v Clervaux, Lucembursko, 2015

Lidská rodina (The Family of Man) je výstava fotografií, jejímž kurátorem byl Edward Steichen, významný fotograf původem z Lucemburska a ředitel oddělení fotografie v Muzeu moderního umění v New Yorku. V tomto muzeu byla také Lidská rodina od 24. ledna do 8. května 1955 poprvé vystavena. Výstavu nakonec při její osmileté cestě po světě vidělo přes 9 milionů lidí ve 37 zemích na 88 různých místech. Stala se tak historicky nejnavštěvovanější výstavou fotografií na světě. K dalším miliónům lidem se dostala ve formě katalogu z výstavy. V současnosti je znovu přístupná na lucemburském zámku Clervaux. V roce 2003 byla výstava zařazena do programu UNESCO Memory of the World (Paměť světa).

## Vznik
Pro Steichena výstava reprezentovala „vrchol jeho kariéry“. Na výstavě začal pracovat v roce 1952, kdy objel 29 měst v 11 evropských zemích. Při této cestě rozšiřoval povědomí o svém záměru. S oslovováním fotografů Steichenovi pomáhala i Dorothea Lange, která v roce 1953 nechala kolovat "Výzvu fotografům z celého světa". Zároveň s oslovováním probíral Steichen fotografie z archivů časopisů Life nebo Vogue a z fotografické agentury MAGNUM. Ačkoliv mezi podmínkami zasílání fotografií bylo uvedeno, že tyto nebudou autorům vráceny a zároveň jim nebude nic zaplaceno, sešlo se Steichenovi přes 2 miliony fotografií. Z nich bylo v prvním kole vybráno 10 000 kusů, aby byly následně zredukovány na výsledných 503 fotografií od 273 fotografů z 68 zemí, přitom 163 z nich bylo Američany a dalších 70 Evropany. Zaznamenán tak byl především západní pohled na svět.

## Koncept výstavy
Lidská rodina nebyla klasickou fotografickou výstavou, která by byla zaměřena na fotografy nebo fotografii jako umění. Edward Steichen chtěl stvořit výstavu, jejíž sdělení by bylo pochopitelné po celém světě. Jako vhodné médium k vytvoření výstavy, která by ukazovala univerzalitu lidství (všichni lidé jsou si rovni, v životě čelí stejným situacím) se mu zdála právě fotografie. Pro větší srozumitelnost nebyly fotografie opatřeny titulky.
Výstavu Steichen rozdělil do sekcí podle univerzálních lidských zážitků, jakými jsou narození, vztahy, těhotenství, dětství, rodinné aktivity, práce, tanec, jídlo, smrt, ale i nelidskost, hladomor a další. Lidská rodina byla přímou deklarací humanismu v období po druhé světové válce a snažila se být poselstvím míru v době Studené války.
Úvodní text k celé výstavě sepsal Steichenův švagr Carl Sandburg, držitel Pulitzerovy ceny, který v textu např. píše:
„Je jenom jeden muž ve světě a jeho jméno je Všichni Muži.
Je jenom jedna žena na světě a její jméno je Všechny Ženy.
Je jenom jedno dítě na světě a jméno toho dítěte je Všechny Děti.“
Architekt výstavy Paul Rudolph pak výstavu sestavil tak, aby ji divák četl jako fotoesej o lidském životě. Architektura výstavy byla také revoluční: Fotografie nebyly umístěny na stěnách muzea, ale v prostoru, takže divák s nimi musel interagovat. Jednotlivé fotografie byly vytištěny v různé velikosti a byly umisťovány v různých vztazích k jiným fotkám v sekci, čímž vytvářely ojedinělý prostor. Aby byl jazyk výstavy co nejuniverzálnější a všechno bylo ponecháno k vyprávění jen samotným fotografiím, nebyly u fotek umístěny žádné popisky – ani jméno autora, ani název fotografie. Jedinci tak byli naprosto potlačeni ve prospěch sdělení výstavy. Jediným textem, který se na výstavě objevoval, byly krátké citáty uvádějící jednotlivé sekce, které čerpaly z biblických knih, z tradic indiánských kmenů, Maorů, Bhagavadgíty nebo například z Jamese Joyce. Tyto citáty se objevují i v katalogu.

## Úspěch a cesta kolem světa
Výstava byla poprvé vystavena v newyorském Muzeu moderního umění 24. ledna 1955. Za dobu jejího trvání do 8. května téhož roku ji vidělo 270 000 lidí, jeden den ji navštívilo 6000 lidí, což byl jasný rekord v dosavadní historii muzea. Poté výstava putovala po USA, přičemž např. v Minneapolis byla návštěvnost výstavy na hlavu mnohem větší než v New Yorku.
Cílem výstavy však nebylo sjednotit fotografie lidí z celého světa do jedné výstavy, ale výstava byla vymyšlena tak, aby s ní bylo možné objet celý svět. Poté, co opustila USA, tak v pěti verzích procestovala s 69 vernisážemi 37 zemí na 6 kontinentech. Cestu po světě se konala pod záštitou zahraničního programu newyorského Muzea moderního umění, přičemž výstava se objevovala i na reprezentativních akcí USA. V Evropě se Lidská rodina objevila například v Rakousku nebo v Jugoslávii, ale Československo, stejně jako Španělsko, Vietnam, Čínu nebo Rusko, minula. Lidská rodina byla vystavena v zemích jako Írán, Venezuela, Austrálie, Indie, Indonésie nebo Jižní Afrika. Výstava byla populární všude, kde se objevila. Jeden cestovatel popsal, jak v Guatemale scházeli bosí Indiáni z hor, aby výstavu ohromeně sledovali. Cesta výstavy kolem světa měla více dopadů. „Pro mnoho lidí to bylo jako poprvé vidět svět, mnoho z nich nemělo televizi nebo přístup k časopisům,“ říká k tomu Anke Reitz, konzervátor Lidské rodiny v Lucembursku.
K výstavě byl také vydán katalog, který obsahoval všechny fotografie z výstavy. Byl vydán ve dvou verzích, paperbackové prodávané po dolaru, a luxusnější za 10 dolarů. Hit se stal i z něj – jeden ze sloupkařů to popsal slovy, že Lidská rodina se stane součástí rodinné knihovny stejně jako Bible.
Samotnou výstavu navštívilo přes 9 milionů lidí a stala se tak nejnavštěvovanější fotografickou výstavou v historii. K tomu je potřeba připočíst také zhruba 2,5 milionu lidí, kteří mají v domácí knihovně katalog k výstavě, kteří se k výstavě dostali díky katalogu.

## Kritika
Z výstavy byla nadšená široká veřejnost, fotografická obec ji ale tak nadšeně nepřijala. Bill Jay připisuje tuto skutečnost okolnosti, že fotografie jakožto umění v té době nebyla příliš podporována. Fotografové byli stavěni do pozic žurnalistických, případně svatebních fotografů. MOMA byla pod Steichenovým vedením v té době výjimkou, ukazovaly fotografii jako umění a fotografy jako umělce. „Steichen byl jako symbol naděje pro všechny kupředu hledící fotografy, kteří by rádi viděli fotografii těšící se takové oblibě veřejnosti, jaké se těší i jiné druhy umění. Do toho přišel Steichen s výstavou, která zcela podřídila individualitu fotografů a kvalitu jednotlivých fotografií jeho záměru a zcela je upozadila. Část kritiky se tak týkala vyloučení kreativní fotografie, výběru jednotlivých fotografií a upozadění individuality autorů. Bill Jay oponuje, že Lidská rodina ve své podstatě není fotografickou výstavou, protože základním podnětem pro její sestavení je chvála a uznání lidské rodině, podpora lásky, vize lidského univerzalismu.
Druhá linie je ideologická, která mj. kritizuje banalitu celého konceptu, který příliš zjednodušuje svět. Roland Barthes tvrdí, že celá výstava, která ukazuje, jak se lidi rodí a umírají stejně, nám vlastně nic neříká a ve své podstatě je příkladem jeho konceptu mýtu a produktem konvenčního humanismu.
Kritizuje se i Streichenův předpoklad každým sdílené lidské přirozenosti: Individuality se podle něj rodí, pracují, smějí a umírají všude stejně. Lidská rodina tak popírá problémy společenské determinace – nerovností, rasových a především třídních problémů. Kritika poukazuje na zobrazení zidealizovaného příliš malého výseku reality.
Kritici zmiňují, že i když výstava zobrazuje fotografie z celého světa, zobrazený náhled na svět je bílý, západní a mužský. Například v sekci „Domácnost a práce v kanceláři“ jsou na fotografiích pouze vařící a uklízející ženy.
Anke Reitz ke kritice říká: „Je to součást historie výstavy. Lidská rodina je výrazným obrazem své doby a svého tvůrce.“

## Další život výstavy
Poté, co výstava přestala být ve světě vystavována, probíhal v letech 1964–1966 přesun kompletní verze výstavy do Steichenova rodného Lucemburska, který zde pro její umístění vybral hrad Clervaux. Zde byly od roku 1974 až do roku 1989 vystavovány jednotlivé části výstavy, aby fotografie následně prošly restaurací v milánském Studio Berselli. V roce 1994 se pak stala kompletní výstava trvalou expozicí na hradě Clervaux. V roce 2003 byla zapsána do seznamu UNESCO Paměť světa. V roce 2010 prošla výstava znovu kompletní rekonstrukcí. I tentokrát probíhala ve spolupráci se Studiem Berselli. Od roku 2013 je výstava znovu otevřena veřejnosti. Je vystavěna podle vzoru v New Yorku, jen osvětlení je kvůli konzervačním důvodům vyměněno. Sekce výstavy jsou zároveň nyní datované a rozdělené podle pohlaví, takže ještě více vyniká západní pohled na svět, se kterým byla výstava vystavěna.

## Zúčastnění fotografové
Lidská rodina vystavovala 503 fotografií od 273 fotografů a fotografek, z nichž převážná většina pocházela z USA. Další velká část byla z Evropy. V době tzv. Studené války se mezi vystavovanými díly objevila i díla několika autorů z Ruska. Mezi fotografy je i Willi Huttig, který se narodil v Chodově, ze kterého v roce 1945 ještě před odsunem spolu s americkou posádkou odešel, aby se následně usadil v hornobavorském Starnbergu, kde také zemřel.
- Ansel Adams (USA)
- Erich Andres (Německo)
- Emmy Andriesse (Nizozemsko)
- Diane a Allan Arbus (USA, Vogue)
- Eve Arnold (USA, Magnum)
- Richard Avedon (USA)
- Ruth-Marion Baruch (USA)
- Hugh Bell (USA)
- Wermun Bendtsen (Dánsko)
- Paul Berg (USA)
- Lou Bernstein (USA)
- John Bertolino (Itálie / USA)
- Eva Besnyö (Nizozemsko)
- Werner Bischof (Švýcarsko, Magnum)
- Maria Bordy (SSSR)
- Édouard Boubat (Francie)
- Margaret Bourke-White (USA)
- Mathew Brady (USA)
- Bill Brandt (Velká Británie)
- Brassaï (Francie)
- Manuel Álvarez Bravo (Mexiko)
- Josef Breitenbach (Německo, USA)
- David Brooks (Kanada)
- Reva Brooks (Kanada)
- Ernst Brunner (Švýcarsko)
- Esther Bubley (USA)
- Wynn Bullock (USA)
- Shirley Burden (USA)
- Rudolf Busler (Německo)
- Harry Callahan (USA)
- Cornell Capa (USA)
- Robert Capa (USA)
- Robert Carrington (Velká Británie)
- Lewis Carroll (Velká Británie)
- Henri Cartier-Bresson (Francie)
- Ted Castle (USA)
- Hermann Claasen (Německo)
- Jerry Cooke (USA)
- Roy DeCarava (USA)
- Loomis Dean (USA)
- Jack Delano (USA)
- Nick De Morgoli (Francie)
- J. De Pietro
- R. Diament (SSSR)
- Robert Doisneau (Francie)
- Nell Dorr (USA)
- Nora Dumasová (Maďarsko, Francie)
- Favis Douglas Duncan (USA)
- Alfred Eisenstaedt (USA)
- Elliott Erwitt (USA)
- J. R. Eyerman (USA)
- Sam Falk (USA)
- Nat Farbman (USA)
- Eleanor Fast
- Lous Faurer (USA)
- Ed Feingersh (USA)
- Andreas Feininger (USA)
- Vito Fiorenza (Itálie)
- Leopoled Fisher (Rakousko)
- John Florea (USA)
- Robert Frank (USA)
- Toni Frissell (USA)
- Unosuke Gamou (Japonsko)
- William Garnett (USA)
- Herbert Gehr (USA)
- Edmund Bert Gerard (Německo)
- Guy Gillette (USA)
- Burt Glinn (USA)
- Fritz Goro (USA)
- Allan Grant (USA)
- Farrell Grehan (USA)
- René Groebli (Švýcarsko)
- Mildred Grossman (USA)
- Rapho Guilumette (Francie)
- Karl W. Gullers (Švédsko)
- Ernst Haas (USA)
- Peter Werner Häberlin (Švýcarsko)
- Hideo Haga (Japonsko)
- Otto Hagel (USA)
- Robert Halmi (Maďarsko)
- Hiroshi Hamaya (Japonsko)
- Caroline Hammarskiöld (Caroline Hebbe, Švédsko)
- Hans Hammarskiöld (Švédsko)
- Hella Hammidová (Německo, USA)
- Chien Hao (Čína)
- Willi Huttig (Československo / Německo)
- Frank Horvat (Itálie)
- Jasuhiro Išimoto (Japonsko)
- Izis (Francie)
- Fenno Jacobs (USA)
- Raymond Jacobs (USA)
- Ronny Jaques (Kanada)
- Bob Jakobsen (USA)
- Nico Jesse (Nizozemsko)
- Constantin Joffé[15] (Rusko)
- Carter Jones
- Henk Jonker (Nizozemsko)
- Victor Jorgensen (USA)
- Clemens Kalisher (USA)
- Simpson Kalisher (USA)
- Consuelo Kanaga (USA)
- Dmitri Kessel (USA)
- Keystone Press (USA)
- Ihei Kimura (Japonsko)
- Martha Kitchen (USA)
- N. Kolli (SSSR)
- Ewing Krainin (USA)
- Herman Kreider
- Walter B. Lane
- Dorothea Lange (USA)
- Harry Lapow (USA)
- Lisa Larsen (USA)
- Alma Lavensonová (USA)
- Arthur Lavine (USA)
- Russell Lee (USA)
- Nina Leenová (USA)
- Laurence Le Guay (Austrálie)
- Constance Stuartová Larrabee (Velká Británie, Jihoafrická republika)
- Henri Leighton
- Arthur Leipzig (USA)
- Charles Leirens
- Gita Lens
- Leon Levinstein (USA)
- Helen Levittová (USA)
- Margery Lewis
- Sol Libsohn (USA)
- David Linton
- Herbert List (Německo)
- Jacob Lofman
- G. H. Metcalf
- Gjon Mili (USA)
- Francis Miller (USA)
- Joan Miller
- Lee Miller (USA)
- Wayne Miller (USA)
- May Mirin
- Lisette Model (USA)
- Peter Moesehlin
- David Moore (Austrálie)
- Barbara Morgan (USA)
- Hedda Morrison (Německo)
- Ralph Morse (USA)
- Robert Mottar
- Carl Mydans (USA)
- Dave Myers
- Fritz Neugass
- Lennart Nilsson (Švédsko)
- Pål Nils Nilsson
- Emil Obrovsky
- Jóiči Okamoto (USA)
- Cas Oorthuys
- Ruth Orkin (USA)
- Don Ornitz
- Eiju Otaki
- Homer Page (USA)
- Marion Palfi (Německo / USA)
- Gordon Parks (USA)
- Rondal Partridge (USA)
- Irving Penn (USA)
- Carl Perutz
- John Phillips (USA)
- Leonti Planskoy
- Raphael Platnick
- Fred Plaut (Německo)
- Rudolf Pollak
- Gottfried Rainer
- Daniel J. Ransohof
- W. C. Rauehnhauser
- Satyajit Ray (Indie)
- Anna Riwkin-Brick (Švédsko)
- George Rodger (Velká Británie)
- Willy Ronis (Francie)
- Annelise Rosenberg
- Hannes Rosenberg
- Sanford Roth
- Éric Schwab (Francie)
- Bob Schwalberg
- Kurt Severin
- David Seymour (Polsko)
- Ben Shahn (USA)
- Musya S. Sheeler
- Li Shu
- George Silk(Nový Zéland)
- Bradley Smith
- Ian Smith
- William Eugene Smith (USA)
- Howard Sochurek (USA)
- Peter Stackpole (USA)
- Alfred Statler
- Gitel Steed (USA)
- Edward Steichen (Lucembursko / USA)
- Richard Steinheimer (USA)
- Ezra Stoller (USA)
- Louis Clyde Stoumen (USA)
- George Strock (USA)
- Suzanne Szaszová
- Yoshishuke Terao
- Gustavo Thorlichen (Německo / Argentina / Španělsko)
- Charles Trischmann
- Francois Tuefferd
- Jakob Tuggener
- Allan Turoff
- Doris Ulmannová (USA)
- Alexander Uzylan (Rusko)
- Ed van der Elsken (Nizozemsko)
- William Vandivert
- Pierre Verger (Francie)
- Ike Vern
- Vero
- Roman Vishniac (Rusko)
- Carmel Vitullo
- Edward Wallowitch
- Sabine Weissová (Švýcarsko)
- Arthur Witman
- Jasper Wood (USA)
- Jósuke Jamahata (Japonsko)
- Shizuo Yamamato

## Galerie

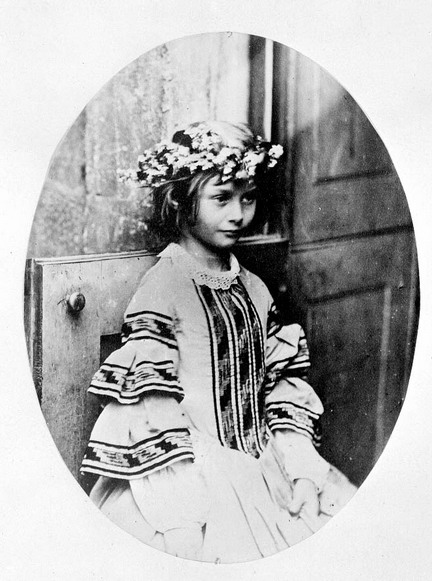
Lewis Carroll: Májová královna